# Droga wojewódzka 634
Die Droga wojewódzka 634 (DW 634) ist eine 55 Kilometer lange Droga wojewódzka (Woiwodschaftsstraße) in der polnischen Woiwodschaft Masowien, die Warszawa mit Wólka Kozłowska verbindet. Die Strecke liegt in der kreisfreien Stadt Warszawa und der Powiat Wołomiński.

## Streckenverlauf
Woiwodschaft Masowien, Kreisfreie Stadt Warszawa
-  Warszawa (Warschau) (A 2, S 2, S 79, DK 2, DK 7, DK 8, DK 17, DK 61, DK 79, DW 580, DW 631, DW 633, DW 637, DW 706, DW 711, DW 717, DW 719, DW 724, DW 801, DW 898)

Woiwodschaft Masowien, Powiat Wołomiński
-  Ząbki (DW 631)
-  Zielonka (S 8, DW 625, DW 631)
-  Kobyłka (S 8)
-  Wołomin (S 8, DW 628, DW 635)
- Nowe Lipiny
- Duczki
- Krzywica
- Tuł
- Karolew
- Miąse
- Jasienica
- Tłuszcz
-  Wólka Kozłowska (DW 636)